# 叉枝黄鹌
叉枝黄鹌（学名：Youngia tenuicaulis），为菊科黄鹌菜属下的一个植物种。